# Mikołajówka (województwo lubelskie)
Mikołajówka – wieś w Polsce położona w województwie lubelskim, w powiecie kraśnickim, w gminie Urzędów
W latach 1975–1998 miejscowość administracyjnie należała do ówczesnego województwa lubelskiego.
Wieś stanowi sołectwo gminy Urzędów.